# José Manuel Pérez Castellano
José Manuel Pérez Castellano (Montevideo, 19 de marzo de 1743 - 5 de septiembre de 1815) fue un sacerdote, político y agricultor de la Banda Oriental.

## Biografía
José Manuel Pérez Castellano nació el 19 de marzo de 1743 en Montevideo, de Bartolo Pérez y Ana Castellano. Bartolo había nacido en Canarias y venido con su padre, uno de los primeros pobladores de Montevideo. Su madre era hija de un labrador proveniente de las Islas Canarias y de los primeros pobladores de la ciudad. Pérez Castellano realizó sus primeros estudios sobre latín con el sacerdote italiano Benito Riva, probablemente jesuita, en Montevideo. Entre 1762 y 1766 estudió en el Colegio de Montserrat de Córdoba "artes útiles" y teología, de donde egresó con los títulos de Maestro en Artes y Doctor en Teología. De regreso a Montevideo en 1767, fue cobrador de diezmos y bulas reales y miembro de la Junta de Temporalidades. Aspiró en dos oportunidades al curato de Montevideo sin éxito. Hasta 1787 desempeñó varios cargos eclesiásticos. 
En 1773 compró una chacra a orillas del arroyo Miguelete, la cual trabajó hasta su muerte, y que se convertiría en una estación experimental. Desde el punto de vista científico, Pérez Castellano fue un transformista, no identificándose con ninguna de las corrientes científicas de la época. 
Participó como delegado en el Congreso de Capilla Maciel, surgido como consecuencia del rechazo de los diputados orientales en la Asamblea Constituyente de 1813 de las Provincias Unidas del Río de la Plata convocada por el Segundo Triunvirato, que había accedido al poder en octubre de 1812. El Congreso de Capilla Maciel se efectuó por influencia de Dámaso Antonio Larrañaga sobre Artigas, entre los días 8 y 10 de diciembre de 1813. El Congreso se celebró en la Capilla del Niño Jesús, más conocida como Capilla Maciel –ya que se encontraba situada en la quinta del entonces extinto filántropo Francisco Antonio Maciel–, sita en las márgenes del arroyo Miguelete. En 1808 fue elegido miembro de la Junta de Montevideo designada por el Cabildo del 21 de septiembre. 
A su fallecimiento dejó un legado integrado por sus libros, su casa y rentas de sus propiedades, destinado a crear y sostener una biblioteca pública, siendo éste el origen de la Biblioteca Nacional de Uruguay.
En un gesto de humildad y según su deseo, fue sepultado en el cementerio de la Catedral metropolitana de Montevideo, años después cuando el cementerio fue clausurado para crear nuevas viviendas, se cree que sus restos y las de las demás personas sepultadas fueron trasladadas al interior de la catedral, pero no se sabe la ubicación exacta.

## Obras
Todas las obras de Pérez Castellano fueron publicadas póstumamente: Crónicas históricas, 1787-1814, Carta a su maestro Benito Riva y Observaciones sobre Agricultura. 
Durante el sitio de Montevideo de 1811 se retiró a su chacra donde, a instancias del primer gobierno patrio, empezó a sistematizar su experiencia en la agricultura, para que sirviera como manual para labradores. En 1848, ya fallecido, el gobierno del Cerrito encabezado por Manuel Oribe publicó sus Observaciones sobre Agricultura, considerada la primera obra nacional en la materia. 